# Gdyńskie Wodne Ochotnicze Pogotowie Ratunkowe
Gdyńskie Wodne Ochotnicze Pogotowie Ratunkowe (GWOPR) – polska organizacja skupiająca ratowników wodnych w województwie pomorskim. GWOPR jest specjalistycznym stowarzyszeniem funkcjonującym na podstawie decyzji Ministra Spraw Wewnętrznych z siedzibą w Gdyni.

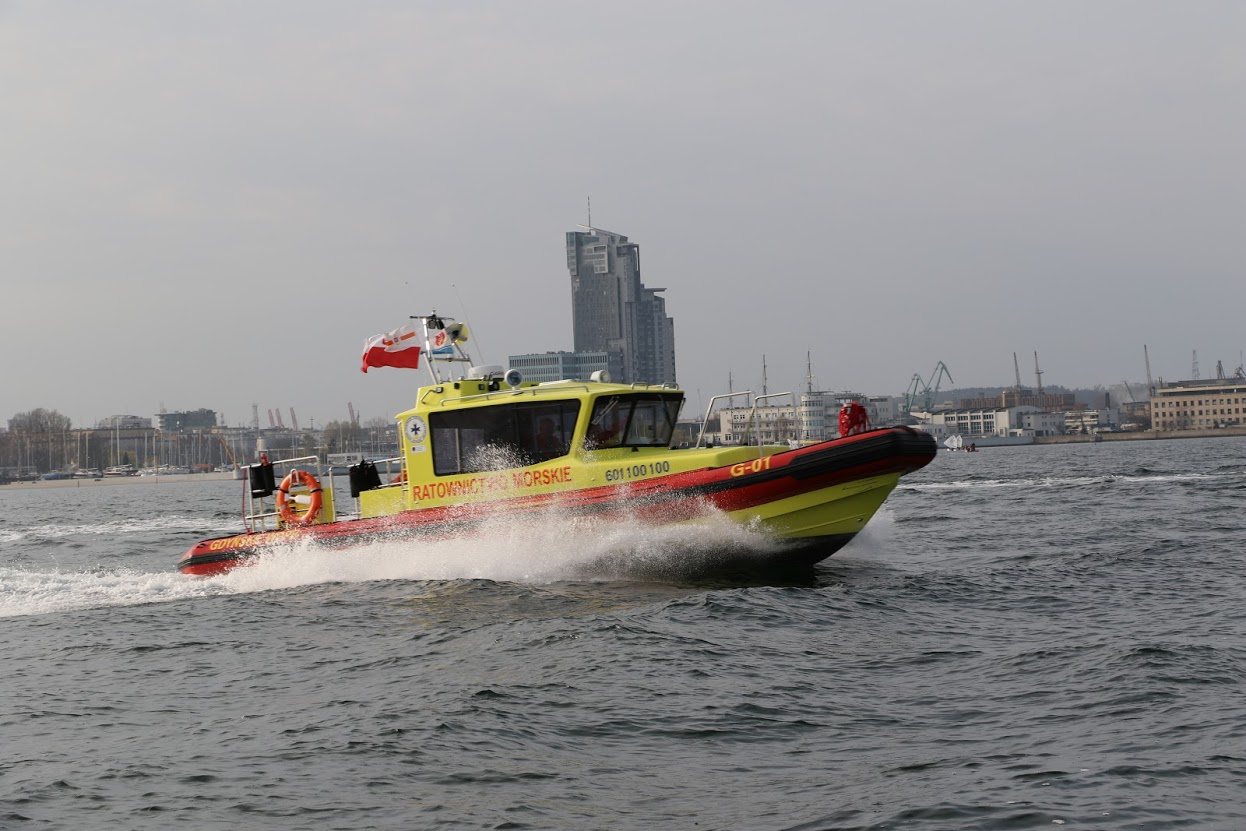
Bumer G01 - flagowa jednostka ratownicza Gdyńskiego WOPR

Działalność Gdyńskiego WOPR jest współfinansowana ze środków Wojewody Pomorskiego i Ministra Spraw Wewnętrznych.

## Historia
Zorganizowane ratownictwo w Gdyni powstało w 1971 na bazie drużyn Wodnego Ochotniczego Pogotowia Ratunkowego Mirosława Dyndo, Stanisława Gąsiorka, Krzysztofa Kohnke, Zbigniewa Kortasa, Henryka Malinowskiego, Marka Seli i Krzysztofa Wilczyńskiego. Powołano Miejski Oddział WOPR w Gdyni pod prezesurą Józefa Kwiasa. Główne zadanie - zapewnienie bezpieczeństwa wypoczywającym na kąpieliskach morskich w Gdyni.
Zarząd Gdyńskiego WOPR jako realizację wniosków zgłoszonych na Walnym Zebraniu - 31 grudnia 2011 podjął uchwałę o prawnym usamodzielnieniu i wpisaniu stowarzyszenia do Krajowego Rejestru Sądowego, GWOPR zostało wpisane pod nr 0000071925. 15 maja 2014 decyzją nr 42/2014 minister spraw wewnętrznych wyraził zgodę na wykonywanie przez Gdyńskie WOPR ratownictwa wodnego.